# Cerro Baúl

Das Wappen der Region Moquegua zeigt den Cerro Baúl.

Der Cerro Baúl ist ein Tafelberg in Peru. Er befindet sich in der Region Moquegua, 11 Kilometer nordöstlich von Moquegua. Da der Berg bis ungefähr zum Jahr 1000 ein Standort der Wari-Kultur war, ist er heute ein Bodendenkmal. Auf dem Berg befinden sich umfangreiche Siedlungsreste, die seit ihrer Entdeckung in den 1980er-Jahren von Mitarbeitern des Field Museum of Natural History in Chicago ausgegraben wurden. Das Wappen der Region Moquegua zeigt den Cerro Baúl.